# Blog

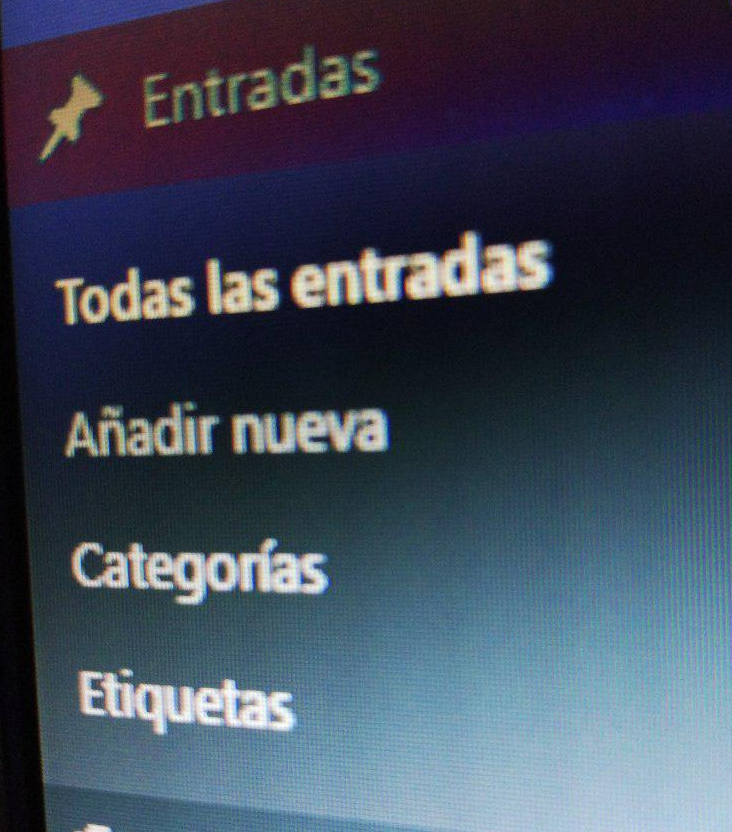
Menu de funções em espanhol no serviço para blogues WordPress

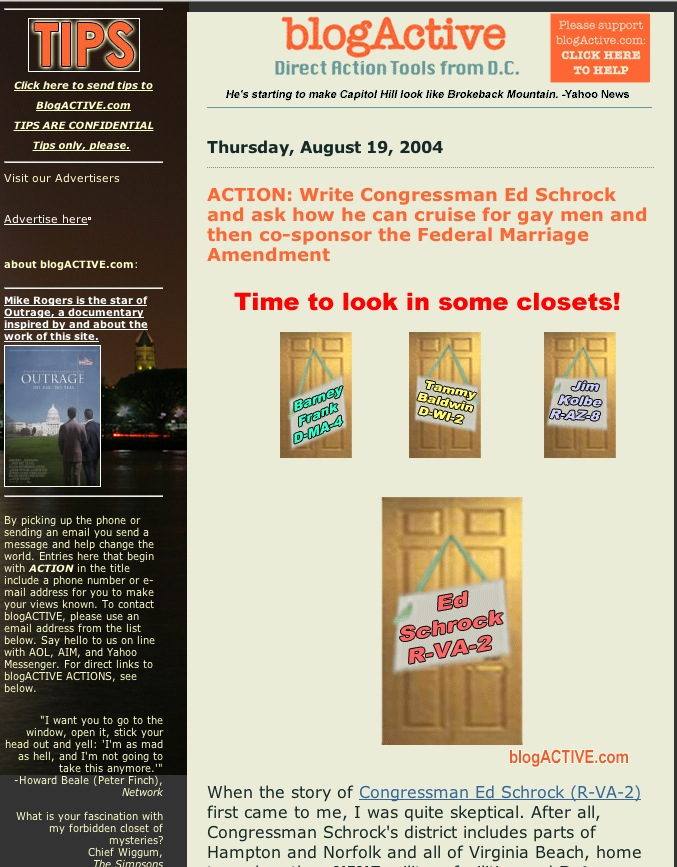
Captura da tela de um blogue

Um blogue (em inglês: blog), contração dos termos em inglês web e log ("diário da rede"), é um site cuja estrutura permite a atualização rápida a partir de acréscimos dos chamados artigos, postagens ou publicações. Estes são, em geral, organizados de forma cronológica inversa, tendo como foco a temática proposta do blog, podendo ser escritos por um número variável de pessoas, de acordo com a política do blog.
Muitos blogs fornecem comentários ou notícias sobre um assunto em particular; outros funcionam mais como diários online. Um blog típico combina texto, imagens e hiperligações para outros blogs, páginas da Web e mídias relacionadas a seu tema. A capacidade de leitores deixarem comentários de forma a interagir com o autor e outros leitores é uma parte importante de muitos blogs.
Alguns sistemas de criação e edição de blogs são muito atrativos pelas facilidades que oferecem, disponibilizando ferramentas próprias que dispensam o conhecimento de HTML. A maioria dos blogs são primariamente textuais, embora uma parte seja focada em temas exclusivos como arte, fotografia, vídeos, música ou áudio, formando uma ampla rede de mídias sociais. Outro formato é o microblogging, que consiste em blogs com textos curtos.
Em dezembro de 2007, o motor de busca de blogs Technorati rastreou a existência de mais de 112 milhões de blogs. Com o advento do videoblog, a palavra blog assumiu um significado ainda mais amplo, implicando qualquer tipo de mídia onde um indivíduo expresse sua opinião ou simplesmente discorra sobre um assunto qualquer.

## História

### Etimologia
O termo weblog foi criado por Jorn Barger em 17 de dezembro de 1997. A abreviação blog, por sua vez, foi criada por Peter Merholz, que, de brincadeira, desmembrou a palavra weblog para formar a frase we blog ("nós blogamos") na barra lateral de seu blog Peterme.com, em abril ou maio de 1999. Pouco depois, Evan Williams do Pyra Labs usou blog tanto como substantivo quanto verbo (to blog ou "blogar", significando "editar ou postar em um weblog"), aplicando a palavra blogger em conjunção com o serviço Blogger, da Pyra Labs, o que levou à popularização dos termos.

### Origens
Antes do formato blog se tornar amplamente conhecido, havia vários formatos de comunidades digitais como o Usenet, serviços comerciais online como o GEnie, BiX e Compuserve, além das listas de discussão e do Bulletim Board System (BBS). Em 1990, softwares de fóruns de discussão como o WebEx criaram os diálogos via threads.
O blog atual é uma evolução dos diários online, onde pessoas mantinham informações constantes sobre suas vidas pessoais. Estes primeiros blogs eram simplesmente componentes de sites, atualizados manualmente no próprio código da página. A evolução das ferramentas que facilitavam a produção e manutenção de artigos postados em ordem cronológica facilitaram o processo de publicação, ajudando em muito na popularização do formato. Isso levou ao aperfeiçoamento de ferramentas e hospedagem próprios para blogs.
Berners-Lee também criou o que é considerado pela Encyclopædia Britannica como "o primeiro 'blog'" em 1992 para discutir o progresso feito na criação da World Wide Web e software usado para isso.
A partir de 14 de junho de 1993, a Mosaic Communications Corporation manteve sua lista "What's New" de novos sites, atualizada diariamente e arquivada mensalmente. A página era acessível por um botão especial "O que há de novo" no navegador Mosaic.
A instância mais antiga de um blog comercial foi no primeiro site de negócios para consumidor criado em 1995 pela Ty, Inc. , que apresentava um blog em uma seção chamada "Diário Online". As inscrições foram mantidas por Beanie Babies em destaque , votadas mensalmente pelos visitantes do site.
O blog moderno evoluiu do diário on-line, onde as pessoas mantinham um registro contínuo dos eventos de suas vidas pessoais. A maioria desses escritores se autodenominam diaristas, jornalistas ou jornalistas. Justin Hall , que começou a blogar pessoal em 1994 enquanto estudante no Swarthmore College, é geralmente reconhecido como um dos primeiros blogueiros, assim como Jerry Pournelle.  O Scripting News de Dave Winer também é considerado um dos weblogs mais antigos e mais antigos.  A revista australiana Netguide manteve o Daily Net News em seu site desde 1996. O Daily Net News publicou links e análises diárias de novos sites, principalmente na Austrália.
Outro blog inicial foi o Wearable Wireless Webcam, um diário on-line compartilhado da vida pessoal de uma pessoa combinando texto, vídeo digital e imagens digitais transmitidas ao vivo de um computador vestível e dispositivo EyeTap para um site da Web em 1994. Essa prática de blogging semiautomática com o vídeo ao vivo junto com o texto era conhecido como sousveillance , e esses diários também eram usados como prova em questões legais. Alguns dos primeiros blogueiros, como The Misanthropic Bitch, que começou em 1997, na verdade se referiam à sua presença online como um zine , antes que o termo blog entrasse no uso comum.
O primeiro trabalho de pesquisa sobre blogs foi o artigo "Blogging Thoughts" de Torill Mortensen e Jill Walker Rettberg,  que analisou como os blogs estavam sendo usados para promover comunidades de pesquisa e a troca de ideias e estudos, e como esse novo meio de networking derruba as estruturas de poder tradicionais.

### Popularização
A mensagem passou a modelar o meio, quando no início de 2000, o Blogger introduziu uma inovação – o permalink, conhecido em português como ligação permanente ou apontador permanente – que transformaria o perfil dos blogs. Os permalinks garantiam a cada publicação num blog uma localização permanente - uma URL – que poderia ser referenciada. Anteriormente, a recuperação em arquivos de blogs só era garantida através da navegação livre (ou cronológica). O permalink permitia então que os blogueiros pudessem referenciar publicações específicas em qualquer blog.
Em seguida, hackers criaram programas de comentários aplicáveis aos sistemas de publicação de blogs que ainda não ofereciam tal capacidade. O processo de se comentar em blogs significou uma democratização da publicação, consequentemente reduzindo as barreiras para que leitores se tornassem escritores.
A blogosfera, termo que representa o mundo dos blogs, ou os blogs como uma comunidade ou rede social, cresceu em ritmo espantoso. Em 1999 o número de blogs era estimado em menos de 50; no final de 2000, a estimativa era de poucos milhares. Menos de três anos depois, os números saltaram para algo em torno de 2,5 a 4 milhões. Atualmente existem cerca de 112 milhões de blogs e cerca de 120 mil são criados diariamente, de acordo com o estudo State of Blogosphere.
No dia 31 de agosto, comemora-se o Dia do Blog (devido a semelhança da data 31.08 com a palavra blog), que se propõe a promover a descoberta de novos blogues e de novos blogueiros.

## Tipos
Existem diversos tipos de blogs atualmente. Entretanto é possível dividi-los em três grandes ramos:
- Pessoais — Os blogs pessoais são os mais populares, normalmente são usados como um gênero de diário ou com temas definidos, com postagens voltadas para os acontecimentos da vida e as opiniões do usuário. Também são largamente utilizados por celebridades que buscam manter um canal de comunicação com seus fãs.
- Corporativos e organizacionais — Muitas empresas vêm utilizando blogs como ferramentas de divulgação e contato com clientes. Tanto é assim que já existe a profissão de blogueiro, ou seja, profissionais são contratados pelas empresas com o cargo de blogueiro para a realização de blogs internos ou externos para registrar as diversas atividades corporativas respectivamente para públicos internos (colaboradores) de forma mais privativa e externos como clientes e fornecedores. A empresa líder em blogs pelo mundo é a Microsoft com um total de 4 500 blogs.
- Temáticos — Por fim há blogs com um gênero específico, que tratam de um assunto dominado pelo usuário, ou grupo de usuários. Estes são os blogs com o maior número de acessos. Sendo que eles podem apresentar conteúdos variados, como humorísticos, notícias, informativos ou o de variedades, com contos, opiniões políticas e poesias. Algumas categorias de blogs recebem denominações específicas, como: blogs educativos, blogs literários, metablogs, etc..

## Componentes
- Blogger — Blogueiro (português brasileiro) ou blóguer[carece de fontes?] ou bloguista (português europeu) ou ainda blogger são palavras utilizadas para designar aquele que escreve em blogues. O universo dos blogueiros (a soma de tudo o que está relacionado a este grupo e este grupo em si) é conhecido como blogosfera.
- Artigos — Conhecidos também como post, a forma substantiva anglófona do verbo "postar", refere-se a uma entrada de texto efetuada num weblog/blog. As postagens são organizadas tradicionalmente de forma cronologicamente inversa na página, de forma que as informações mais atualizadas aparecem primeiro, ou colocada ao contrário, a postagem mais antiga aparece em primeiro, sendo opção do blogueiro. Um artigo deve seguir a temática proposta pelo blog e, embora permita uma enorme liberdade opinativa, seu conteúdo está sujeito às mesmas regras legais de outras fontes, de modo que seu autor pode vir a ser responsabilizado juridicamente por aquilo que escreve. Atualmente[quando?], a maioria dos blogs é compatível com o recurso de inserção de imagens, vídeos, áudio nos artigos.

- Comentários — Um recurso característico dos blogs é a possibilidade de interação do visitante, respondendo ou opinando em relação aos artigos publicados.